# Казола Кверчола (Ређо Емилија)
Казола Кверчола је насеље у Италији у округу Ређо Емилија, региону Емилија-Ромања.
Према процени из 2011. у насељу је живело 15 становника. Насеље се налази на надморској висини од 427 м.